# Boudry (huyện)
Huyện Boudry (tiếng Pháp: District du Boudry, tiếng Đức: Bezirk Boudry) là một huyện hành chính của Thụy Sĩ. Huyện này thuộc bang Bang Neuchâtel. Huyện Boudry có diện tích 118 km², dân số theo thống kê của cục thống kê Thụy Sĩ năm 1999 là 36332 người. Trung tâm của huyện đóng ở Boudry. Mã của huyện là 2401.